# Христо Калфов
Христо Калфов (болг. Христо Димов Калфов; нар. 28 жовтня 1883, Калофер — пом. 1 лютого 1945, Софія) — болгарський офіцер і політик.

## Біографія
Народився 28 жовтня 1883 року в Калофері. У 1903 році закінчив Війське училище в Софії, а в 1911 — Туринську військову академію. Після повернення до Болгарії деякий час служив у 4-му артилерійському полку та школі резервних офіцерів. Під час Балканської війни був офіцером, що виконував особисті доручення головнокомандуючого короля Фердінанда I. Був вчителем майбутнього короля Бориса III, а з 1918 року його флігель-ад'ютантом. У період з лютого 1921 по вересень 1922 знову був флігель-ад'ютантом короля.
У вересні 1922 року Христо Калфов був звільнений з армії у званні полковника. Брав участь в підготовці перевороту, а після його реалізації став міністром закордонних справ в уряді Александра Цанкова.
Після державного перевороту в 1944 році був засуджений до смерті Народним судом і страчений 1 лютого 1945 року. У 1996 був посмертно реабілітований рішенням № 243 Верховного суду.

## Військові звання
- Підпоручник (1903)
- Поручник (1906)
- Капітан (1910)
- Майор (1 березня 1916)
- Підполковник (1918)
- Полковник (22 вересня 1922)

## Нагороди
- Військовий орден «За хоробрість» IV ступеня 1 класу (1919)